# Domaine de Massandra

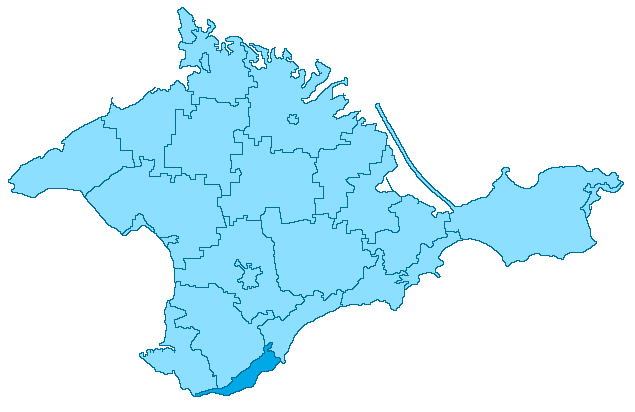
Localisation de Massandra sur la carte de Crimée

Le domaine de Massandra est un domaine viticole situé en Crimée sur les rives de la mer Noire.

## Historique
Ce domaine a été fondé sur l'ordre du tsar Nicolas II. Il voulait un domaine de prestige pour fournir la cour en vin, en particulier lors de ses villégiatures en Crimée au bord de la mer Noire.
La cave de vieillissement fut creusée dans la montagne ; sept galeries de 150 mètres accueillirent les premiers millésimes. La température y est toujours stable, entre treize et quatorze degrés.

## Collection de bouteilles

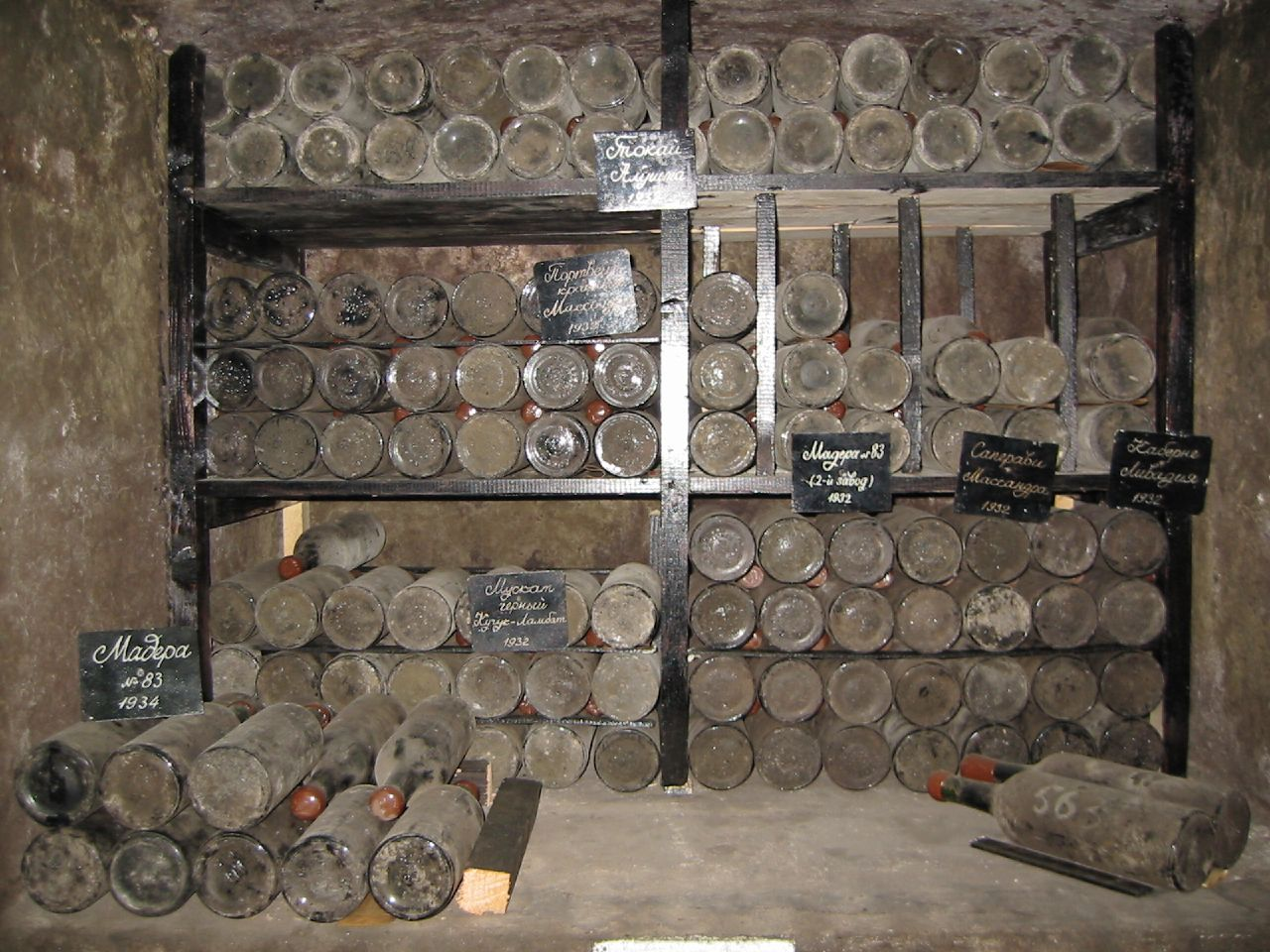
Quelques vieilles bouteilles de la collection

La collection du domaine date du prince Lev Sergueïevitch Golitsyne. Amateur de grands vins, il accumula quantité de belles bouteilles qu'il légua à sa mort, au domaine. Cachée durant la révolution de 1917, elle fut découverte par des soldats de l'armée rouge en 1920. Staline fit verser dans cette collection toutes les grandes bouteilles des caves du tsar. En 1941, la collection fut déménagée pour échapper à l'avance des armées allemandes. Les centaines de milliers de précieux flacons retrouveront leur cave en 1944. Depuis, chaque millésime du domaine a été ajouté à la collection ; elle regroupe en 2010 plus d'un million de bouteilles.

## Production
Les différentes cuvées sont vinifiées dans la coopérative de Massandra avec du raisin produit dans plusieurs exploitations regroupant 1780 hectares.
Le domaine produit 28 vins différents, essentiellement des vins mutés ou liquoreux, mais aussi quelques vins rouges. 
Certaines cuvées utilisent une référence à une Appellation d'origine protégée européenne, soulignant la ressemblance du vin avec le modèle d'origine. Par exemple, il existe des vins nommés madeira, imitation de madère, un kagor, imitation de cahors, un tokay, imitation de Tokay hongrois ou encore un port, nom anglais du porto.
De nombreux vins du domaine ont démontré leur potentiel de très longue garde ; la fameuse collection permet d'organiser régulièrement des dégustations exceptionnelles. Lors d'une dégustation, à Londres en 2007, une bouteille de Massandra collection ayu-dag, cépage aleatico N, du millésime 1945, a été ouverte. Son potentiel de garde fut estimé à au moins 2040, un potentiel de vieillissement quasi-centenaire.

## Sources